# Acordos de Argel (1981)
Os Acordos de Argel foram um conjunto de acordos entre os Estados Unidos e o Irã para resolver a crise dos reféns americanos no Irã. Os acordos foram intermediados pelo governo argelino e assinados em Argel, no dia 19 de janeiro de 1981. 
A crise surgira a partir da  tomada da embaixada estadunidense  em Teerã, no dia 4 de novembro de 1979, quando funcionários da embaixada e do corpo diplomático foram mantidos como reféns. Por esse acordo, os 52 cidadãos estadunidenses foram libertados e conseguiram deixar o Irã.[carece de fontes?]
Entre as principais disposições  do acordo, destacam-se:[carece de fontes?]
1. Os Estados Unidos não interviriam política ou militarmente nos assuntos internos iranianos;
2. Os Estados Unidos suspenderiam o congelamento dos ativos iranianos no exterior e as sanções comerciais ao Irã;
3. Ambos os países encerrariam litígios entre os seus respectivos governos e cidadãos, remetendo-os à arbitragem internacional, nomeadamente ao Iran–United States Claims Tribunal,[2]  criado em consequência do acordo;
4. Os Estados Unidos iriam assegurar que as decisões judiciais estadunidenses sobre a transferência de qualquer propriedade do deposto xá Reza Pahlevi seriam  aplicadas independentemente de "princípios de imunidade soberana";
5. As dívidas iranianas para com instituições estadunidenses seriam pagas.

O negociador-chefe dos Estados Unidos foi o vice-secretário de Estado Warren Christopher, enquanto o mediador-chefe argelino foi o ministro das Relações Exteriores argelino Mohammed Benyahia. 